# Olcella lupina
Olcella lupina är en tvåvingeart som beskrevs av Wheeler och Forrest 2003. Olcella lupina ingår i släktet Olcella och familjen fritflugor. Inga underarter finns listade i Catalogue of Life.